# Сборная Омана по футболу
Сборная Омана по футболу — национальная футбольная сборная Омана, контролируемая Оманской футбольной ассоциацией.

## Чемпионат мира
- 1930 до 1982 — не участвовала
- 1986 — забрала заявку
- 1990 до 2022 — не прошла квалификацию

## Кубок Азии
- 1956 до 1980 — не участвовала
- 1984 — не прошла квалификацию
- 1988 — не участвовала
- 1992 — не прошла квалификацию
- 1996 — не прошла квалификацию
- 2000 — не прошла квалификацию
- 2004 — групповой этап
- 2007 — групповой этап
- 2011 — не прошла квалификацию
- 2015 — групповой этап
- 2019 — 1/8 финала
- 2023 — групповой этап

## Форма

### Домашняя
| КА-2019 | КА-2023 |

### Гостевая
| КА-2019 | КА-2023 |

Источники:,